# Scott Lee
Scott Lee (Taipeh, 1979) is een uit Taiwan afkomstige Amerikaanse altviolist en muziekpedagoog.

## Biografie
Lee begon op 8-jarige leeftijd viool te studeren bij Chia-Rong Lin. Op 13-jarige leeftijd stapte hij over op altviool en vanaf 1993 studeerde hij viool bij Alice Schoenfield en Todor Pelev en altviool bij Donald McInnes aan de Idyllwild Arts Academy in Californië. Hij vervolgde zijn opleiding aan het Curtis Institute of Music bij Michael Tree en aan de Juilliard School bij Paul Neubauer. In 1994 nam hij voor het eerst deel aan de Concert Artists Guild Competition, die hij in 1996 won als jongste deelnemer in de 50-jarige geschiedenis van de competitie. Hij ontving nog meer prijzen van de Lionel Tertis International Viola Competition, de William Primrose Viola Competition en de Corpus Christi (TX) Young Artists Competition. Als solist trad hij o.a. op met het Kansas City Symphony Orchestra, het San Diego Symphony Orchestra en het L.A. Chamber Orchestra, evenals als solist op het International Hindemith Viola Festival en het 22e en 24e International Viola Congress. Hij trad op als recitalist in Weill Recital Hall in de Carnegie Hall en Merkin Hall in New York en in het Kennedy Center in Washington D.C.. Lee heeft als kamermusicus deelgenomen aan tal van festivals in de Verenigde Staten en heeft samengewerkt met leden van het Guarneri String Quartet, Juilliard String Quartet, Orion String Quartet en Miami String Quartet, het Beaux Arts Trio en het Mannes Piano Trios, met Cho-Liang Lin, Nai- Yuan Hu, Gil Shaham, Hilary Hahn, Ralph Kirshbaum, David Soyer, Peter Wiley, Gary Hoffman en anderen. Hij is professor altviool aan de University of Missouri - Kansas City Conservatory en geeft les aan het Idyllwild Chamber Music Festival and Workshop in Californië.
- Library of Congress Control Number: n2002071793
- Virtual International Authority File: 68290770